# Velké Hydčice
Velké Hydčice település Csehországban, a Klatovyi járásban. Velké Hydčice Rabí, Malý Bor, Hejná és Horažďovice településekkel határos. Lakosainak száma 235 fő (2024. január 1.).

## Népesség
A település lakosságának változását az alábbi diagram mutatja:
| Lakosok száma | 190  | 305  | 352  | 343  | 280  | 237  | 255  | 244  | 244  | 235  |
|               | 1869 | 1900 | 1921 | 1961 | 1980 | 2011 | 2016 | 2019 | 2021 | 2024 |